# Чемпионат Европы по настольному теннису 1978
11-й Чемпионат Европы по настольному теннису проходил с 10 по 19 марта 1978 года в Дуйсбурге (ФРГ).

## Медалисты

### Мужчины
| Разряд               | Золото                                                               | Серебро                                                        | Бронза                                                                        |
| -------------------- | -------------------------------------------------------------------- | -------------------------------------------------------------- | ----------------------------------------------------------------------------- |
| Одиночный разряд     | Габор Гергей                                                         | Иштван Йоньер                                                  | Десмонд Дуглас                                                                |
| Одиночный разряд     | Габор Гергей                                                         | Иштван Йоньер                                                  | Тибор Крейс                                                                   |
| Парный разряд        | Габор Гергей Милан Орловский                                         | Петер Штелльваг Йохен Ляйс                                     | Миливой Каракашевич Зоран Косанович                                           |
| Парный разряд        | Габор Гергей Милан Орловский                                         | Петер Штелльваг Йохен Ляйс                                     | Драгутин Шурбек Антун Стипанчич                                               |
| Командное первенство | Венгрия · Габор Гергей · Иштван Йоньер · Тибор Клампар · Тибор Крейс | Англия · Десмонд Дуглас · Ники Джарвис · Пол Дэй · Джон Хилтон | СССР · Игорь Солопов · Валерий Шевченко · Анатолий Строкатов · Саркис Сархаян |

### Женщины
| Разряд               | Золото                                                               | Серебро                                                        | Бронза                                                 |
| -------------------- | -------------------------------------------------------------------- | -------------------------------------------------------------- | ------------------------------------------------------ |
| Одиночный разряд     | Юдит Магош                                                           | Джилл Хаммерсли                                                | Анн-Кристин Хеллман                                    |
| Одиночный разряд     | Юдит Магош                                                           | Джилл Хаммерсли                                                | Габриэлла Сабо                                         |
| Парный разряд        | Мария Александру Лиана Михут                                         | Юдит Магош Габриэлла Сабо                                      | Нарине Антонян Валентина Попова                        |
| Парный разряд        | Мария Александру Лиана Михут                                         | Юдит Магош Габриэлла Сабо                                      | Илона Угликова Бланка Шиганова                         |
| Командное первенство | Венгрия · Юдит Магош · Беатрикс Кишхази · Габриэлла Сабо · Жужа Олах | Чехословакия · Бланка Шиганова · Илона Угликова · Яна Дубинова | Румыния · Мария Александру · Эва Ференци · Лиана Михут |

### Микст
| Разряд           | Золото                        | Серебро                      | Бронза                              |
| ---------------- | ----------------------------- | ---------------------------- | ----------------------------------- |
| Смешанный разряд | Вильфрид Лик Вибке Хендриксен | Тибор Клампар Габриэлла Сабо | Саркис Сархаян Анита Захарян        |
| Смешанный разряд | Вильфрид Лик Вибке Хендриксен | Тибор Клампар Габриэлла Сабо | Анатолий Строкатов Валентина Попова |